# Geldern

Verwaltungsgliederung der Stadt Geldern

Die Stadt Geldern liegt im unteren Niederrheingebiet im Westen des Landes Nordrhein-Westfalen und ist eine mittlere kreisangehörige Stadt des Kreises Kleve im Regierungsbezirk Düsseldorf. Geldern trägt aufgrund seiner Historie den inoffiziellen Beinamen „Herzogstadt“.

## Geographie

### Räumliche Lage
Geldern ist eine Stadt im Kreis Kleve im Bundesland Nordrhein-Westfalen und liegt im niederrheinischen Tiefland westlich des Rheins. Die Stadt befindet sich durchschnittlich auf einer Höhe von 24 Metern über Normalhöhennull (NHN) und wird von der Niers, einem Nebenfluss der Maas, durchflossen. Im Stadtgebiet mündet die Gelderner Fleuth, ein kleiner Nebenfluss, in die Niers. Die Umgebung ist geprägt durch flache, fruchtbare Landschaften, die typisch für den Niederrhein sind, sowie durch ausgedehnte Auenbereiche entlang der Flussläufe.
Geldern liegt nahe der deutsch-niederländischen Grenze und ist etwa 20 Kilometer von Venlo (Niederlande) und rund 45 Kilometer von Duisburg entfernt. Die Stadt befindet sich im Bereich der Rhein-Maas-Niederung, die sowohl landschaftlich als auch kulturell eine Übergangszone zwischen Deutschland und den Niederlanden darstellt. Sie ist verkehrstechnisch gut erschlossen, unter anderem durch die nahegelegene Autobahn A57, die eine Verbindung zwischen Köln und den Niederlanden bietet, sowie durch ein regionales Schienennetz. Die Stadt liegt in einer von Landwirtschaft und Naturschutz geprägten Region, mit Wiesen, Feldern und kleineren Waldgebieten, die typische Elemente der niederrheinischen Kulturlandschaft darstellen.

### Stadtgliederung
Die Stadt Geldern besteht aus acht Stadtteilen:
- Geldern (Kernstadt)
- Hartefeld
- Kapellen an der Fleuth mit Aengenesch und Boeckelt
- Lüllingen
- Pont
- Veert
- Vernum und
- Walbeck.

### Nachbargemeinden/-städte
Die Stadt Geldern grenzt im Norden an die Stadt Kevelaer und die Gemeinde Sonsbeck im Kreis Wesel. Im Osten bildet die Gemeinde Issum die Grenze. Im Süden grenzt Geldern an die Gemeinde Kerken und die Stadt Straelen. Im Westen liegt die Stadt Geldern an die niederländischen Gemeinden Venlo und Bergen in der Provinz Limburg.

## Geschichte

### Römerzeit
- Zur römischen Vergangenheit des Stadtteils Pont (Geldern) siehe den Hauptartikel Mediolanum (Germania inferior).

Im heutigen Stadtteil Pont von Geldern existierte während der römischen Zeit die Siedlung Mediolanum. Dieser Vicus war vermutlich ein kleines Handels- und Handwerkszentrum und lag strategisch günstig an einer Brücke über die Niers, was die Bedeutung des Ortes für das römische Verkehrsnetz unterstreicht. Mediolanum war Teil der wichtigen Heerstraße, die Colonia Traiana (Xanten) mit Colonia Claudia Ara Agrippinensium (Köln) verband. Die Region war durch römische Infrastruktur geprägt. Militärische Bewegungen im Zuge der Drusus-Feldzüge ab 12 v. Chr. trugen zur Erschließung der Region bei, einschließlich der Errichtung von Straßen und Übergangspunkten. Die Nähe zu Xanten, einem bedeutenden römischen Lager, stärkte den Einfluss des Imperiums in der Region. Die Einführung römischer Münzen und Handelspraktiken trug zur Monetarisierung und wirtschaftlichen Integration der Region in das Römische Reich bei. Ebenso beeinflussten römische Lebensweisen und Bautechniken die lokale Bevölkerung.
In der Region wurden zahlreiche römische Artefakte entdeckt, darunter Grabfunde und Münzen, die auf eine zivil genutzte Siedlung hinweisen. Im Gegensatz zu Militärstützpunkten lebten hier Händler, Handwerker und ihre Familien. Herausragende Funde wie eine bronzene Figur eines Fabelwesens deuten auf kulturelle und religiöse Einflüsse hin.
Geldern gehörte somit in der Antike zur römischen Provinz Germania inferior, einem Teil des Römischen Reiches, der die Gebiete am Niederrhein umfasste. Die Region wurde ab den Feldzügen des Drusus (ab 12 v. Chr.) schrittweise unter römische Kontrolle gebracht. Die Römer nutzten diese Zeit, um ihre militärische und administrative Präsenz entlang des Rheins zu etablieren. Ab etwa 15 v. Chr. begann die Integration dieser Gebiete in das römische Imperium. Geldern und insbesondere der Stadtteil Pont (Mediolanum) lagen an einer wichtigen römischen Straße zwischen Xanten und Köln, was auf die frühe römische Präsenz und die Bedeutung der Region als Teil des Handels- und Verkehrsnetzes hinweist. Die Region blieb bis ins 5. Jahrhundert n. Chr. Teil des römischen Reiches, als die germanischen Stämme wie die Franken begannen, die Kontrolle zu übernehmen.

### Mittelalter

#### Mythologie

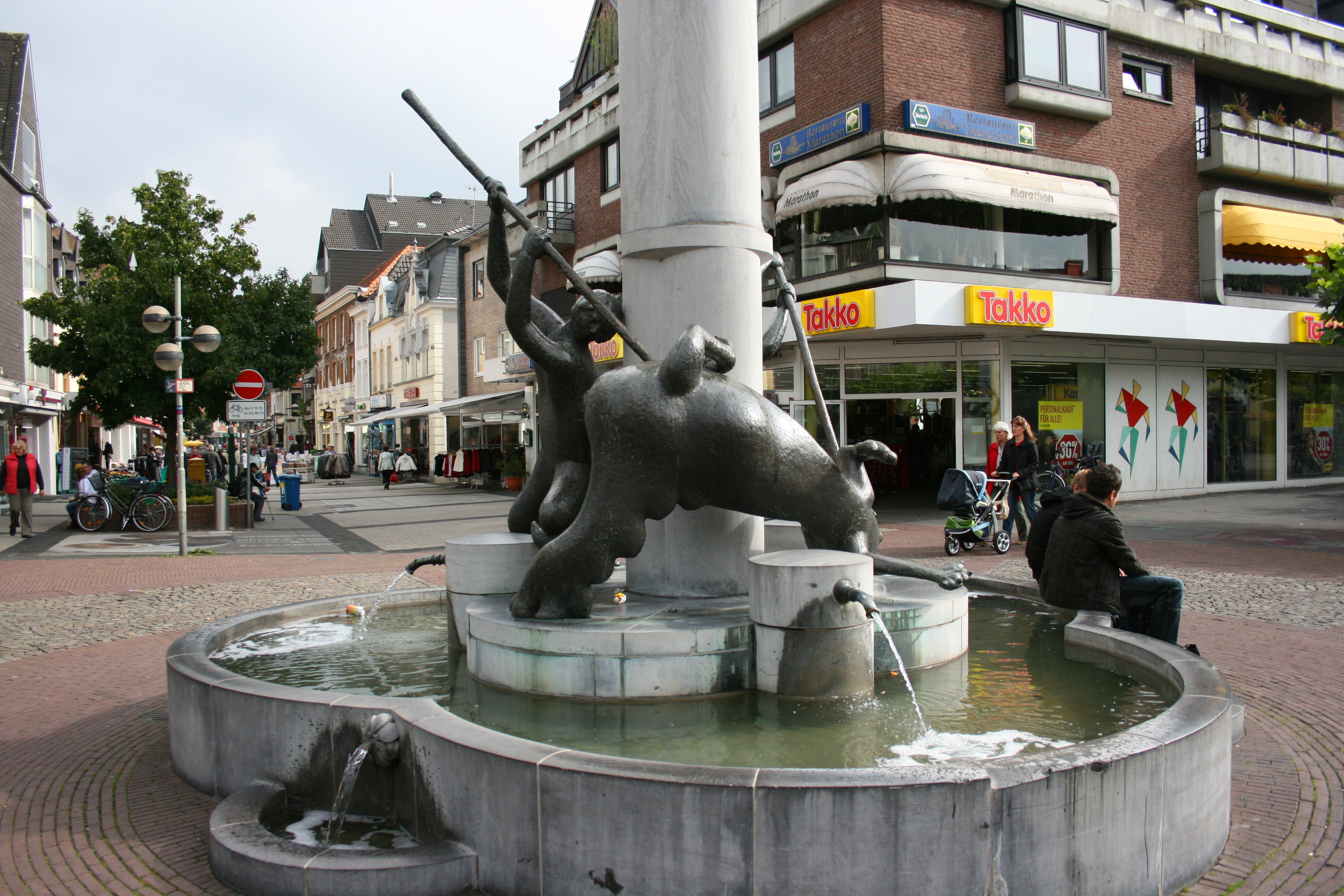
Der Drachenbrunnen am Markt erinnert an die Sage

Die Sage von Wichard und Lupold von Pont, die um das Jahr 878 im Kampf gegen einen feuerspeienden Drachen eine bedeutende Rolle spielt, gehört zu den bekanntesten Legenden rund um die Stadt Geldern. Laut der Erzählung fanden die beiden Ritter den Drachen unter einem Mispelbaum, und einer der Brüder durchbohrte das Ungeheuer mit einem Speer. Während der Drache in seinen letzten Atemzügen verendete, soll er dreimal „Gelre“ gerufen haben. Diese Rufe führten dazu, dass die Ritter an dieser Stelle eine Burg errichteten, die sie „Gelre“ nannten – ein Name, der später auf die Stadt Geldern und das benachbarte niederländische Gelderland überging.
Die Legende selbst tauchte erstmals in einer Chronik aus dem Jahr 1465 auf und ist seither Teil des lokalen kulturellen Erbes. Es wird erzählt, dass die Mispelblüten, die heute im Wappen der Stadt zu finden sind, auf den Mispelbaum hinweisen, unter dem der Drache niedergestreckt wurde. Dieser Ursprung lässt sich noch heute in Geldern und der Region durch verschiedene Namensgeber und Wappen, wie das der Geldernschen Rose, wiedererkennen.

#### Chronologie
Die erste schriftliche Erwähnung als Gelleron im Urbar A des Klosters Werden datierte auf um 900. Ältere Zuschreibungen auf das Jahr 812 beruhten auf einem Missverständnis und einer Fälschung. Der Name trat in verschiedenen Varianten auf: Gelre, Gielra, Gellero, Gelera. Er bezog sich damals noch auf die Landschaft Geldern rund um die Aldekerker Platte, die spätere Vogtei Gelderland. Namensbedeutung: Gellere (997), Gellera (1104/1105), Geldren (1167) könnte ursprünglich für das erhöhte Siedlungsland an der sumpfigen Niers stehen oder Geldara könnte der Name des Niersabschnitts gewesen sein. Möglich ist auch die Deutung „Bachland“, die sich anschaulich auf die damalige Auen- und Bruchlandschaft rund um die Aldekerker Platte bezieht. Der aktuelle Name geht wohl auf das Jahr 1229 zurück.
Ein Gerhard Flamens, der um 1020 Wassenberg von Kaiser Heinrich II. verliehen bekam, war mutmaßlich Stammvater der Grafen von Geldern. Ab etwa 1096 nannte er sich auch Graf Gerhard von Geldern (der Grafentitel stammte von anderen Besitztümern ab, wahrscheinlich im Teisterbant). Ab 1118/1125 setzte sich die Bezeichnung „von Geldern“ endgültig durch, in dieses Jahr wird auch der Bau der ersten Burg Geldern datiert. Der Name ging nun von der Landschaft auf die Burg und auf die sich anschließend entwickelnde Siedlung über. Wassenberg ging bereits Anfang des 1107 als Heiratsgut seiner Tochter an die Herzöge von Limburg, später dann an Jülich. Spätestens mit dem Verzicht auf Wassenberg verlagerten die Grafen ihr Herrschaftszentrum in die Burg Geldern, die wohl um diese Zeit an einem Niersübergang errichtet wurde. Die Burg mit zugehöriger mittelalterlicher Siedlung war Ausgangspunkt für die heutige Stadt und auch Namensgeberin für die später entstehende gleichnamige Grafschaft bzw. Herzogtum.
Die Grafschaft Geldern wurde im Laufe des 11. Jahrhunderts zunehmend von den Herren von Geldern erweitert und spielte eine zentrale Rolle in der regionalen Machtpolitik. Im 12. Jahrhundert begannen die Grafen von Geldern, ihren Besitz durch strategische Heiraten und den Erwerb von Lehen und Gebieten auszubauen. Besonders bedeutend war der Erwerb der Grafschaft Zutphen, das durch Heirat in den Besitz der Grafen kam, was das Territorium erheblich erweiterte. In dieser Zeit kam es auch zu territorialen Auseinandersetzungen und Konflikten mit benachbarten Herrschaften, was das Bild der Grafschaft Geldern als einen dynastischen Machtfaktor prägte.
Im Jahr 1339 wurde die Grafschaft schließlich zum Herzogtum erhoben, was ihre politische Bedeutung noch verstärkte. Unter den Herrschern wie Otto II. und Rainald I. wurden durch Erbschaften und Käufe viele Gebiete hinzugewonnen, darunter das Gebiet um Krickenbeck und das Herzogtum Limburg. Diese Expansion und die Festigung der Macht führten jedoch auch zu Konflikten, etwa bei der Schlacht von Worringen 1288, in der Geldern Ansprüche auf das Herzogtum Limburg verlor. Das Herzogtum Geldern wurde zunehmend in die politischen Auseinandersetzungen des Heiligen Römischen Reiches in den benachbarten Besitztümern Niederlande verwickelt, was zu einem komplexen Netzwerk von Allianzen und Feindschaften führte.
Bereits im 12. und 13. Jahrhundert wuchs Geldern zu einem wichtigen Territorialstaat heran, da die Grafen durch geschickte Landgewinne und strategische Heiraten ihre Macht ausbauten. Dieser Aufstieg fand jedoch einen dramatischen Stillstand nach dem plötzlichen Tod von Reinald II. im Jahr 1343. Die darauf folgenden Thronstreitigkeiten zwischen Reinalds Söhnen, Reinald und Eduard, führten zu einem Bruderkrieg, der die Region über Jahre hinweg destabilisierte. Erst nach dem Tod von Eduard im Jahr 1361 konnte Reinald wieder die Macht übernehmen. Doch der Thronstreit setzte sich auch in der nächsten Generation fort, als Reinalds Nachfolger, die Schwestern Mechtild und Maria, Anspruch auf das Herzogtum erhoben. Der jahrzehntelange Machtkampf zwischen den Thronanwärterinnen und verschiedenen benachbarten Fürstentümern führte schließlich 1377 zu einer vorläufigen Friedensregelung, als Wilhelm von Jülich das Herzogtum Geldern mit der Bestätigung des Kaisers Karl IV. erhielt. Während dieser politischen Umbrüche versuchte die Stadt Geldern, ihre Rechte und Privilegien zu sichern. Immer wieder strebte die Stadt nach der Bestätigung ihrer Markt- und Zollrechte sowie ihrer Autonomie gegenüber den Landesherren. Besonders in der Zeit nach 1377 wurden die städtischen Privilegien regelmäßig erneuert und erweitert. Ein bemerkenswerter Schritt in dieser Richtung war der Verbund von Geldern mit anderen Städten im Jahr 1418, der es den Städten ermöglichte, ihre Rechte gegenüber den Landesherren zu verteidigen. Die Privilegien, die Geldern in dieser Zeit gewährte wurden, betrafen vor allem wirtschaftliche Aspekte wie das Recht, Märkte zu veranstalten, Zölle zu erheben und das Stapelrecht auszuüben. Diese Rechte waren von zentraler Bedeutung für die wirtschaftliche Unabhängigkeit der Stadt und halfen dabei, den Handel zu regulieren und die Stadt als wichtigen Handelsplatz zu etablieren. Gleichzeitig legten die Urkunden auch Bestimmungen zur städtischen Selbstverwaltung fest, insbesondere in Bezug auf die Gerichtsbarkeit und die Rolle der Schöffen. Die Privilegienregelungen trugen wesentlich zur Stabilität und zum wirtschaftlichen Erfolg Gelderns bei, da sie den Bürgern Schutz vor ungerechtfertigten Eingriffen seitens des Landesherrn und der Amtsträger gewährten. Die Stadt konnte so ihre Position als eigenständige politische und wirtschaftliche Einheit stärken und ihre Rolle im mittelalterlichen Fürstentum Geldern behaupten.
Im 15. Jahrhundert erlebte Geldern mehrere Machtverschiebungen. Der Habsburger Karl der Kühne versuchte, das Herzogtum zu erobern, scheiterte jedoch. Im Jahr 1543 fiel Geldern schließlich unter spanische Herrschaft und wurde ein Teil der Spanischen Niederlande. Diese Phase der spanischen Kontrolle dauerte bis ins 17. Jahrhundert, als das Gebiet durch die Kriege und die politischen Veränderungen in Europa, darunter der Dreißigjährige Krieg, weiter umstritten war.
Das Herzogtum Geldern war somit ein bedeutender Akteur in der mittelalterlichen und frühneuzeitlichen Geschichte des Niederrheins und der angrenzenden niederländischen Regionen. Es spielte eine Schlüsselrolle in den politischen und militärischen Konflikten dieser Zeit und hinterließ ein reiches kulturelles Erbe, das noch heute in den Regionen um Geldern zu spüren ist.

### Neuzeit

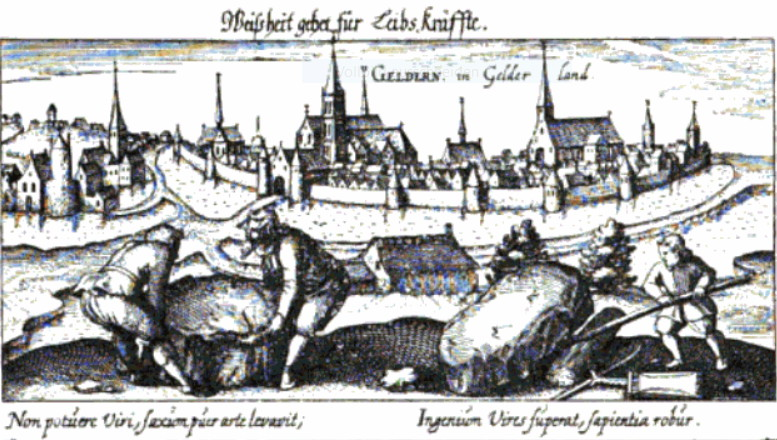
Stadtpanorama im 16. Jahrhundert (Kupferstich)

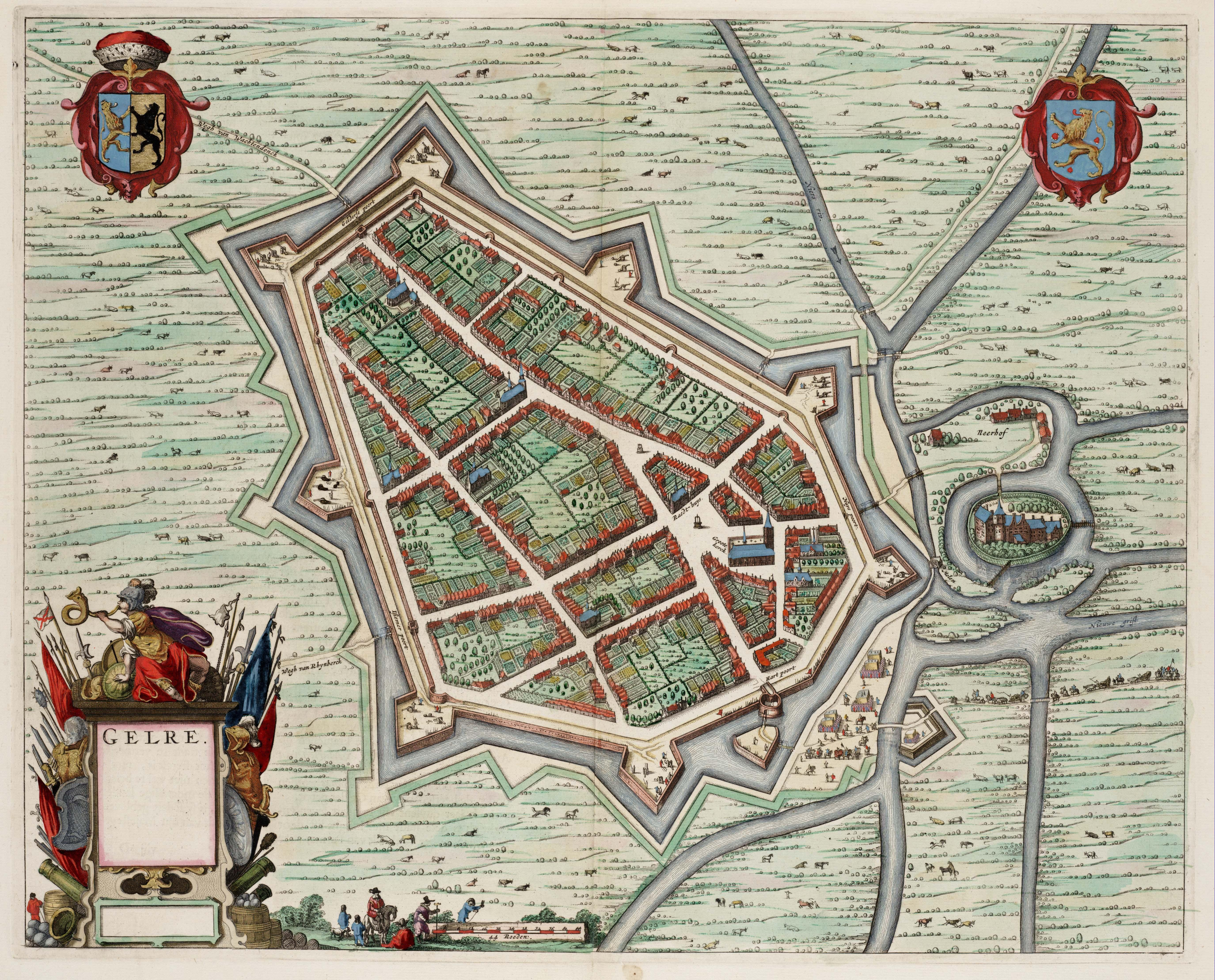
Geldern um 1649

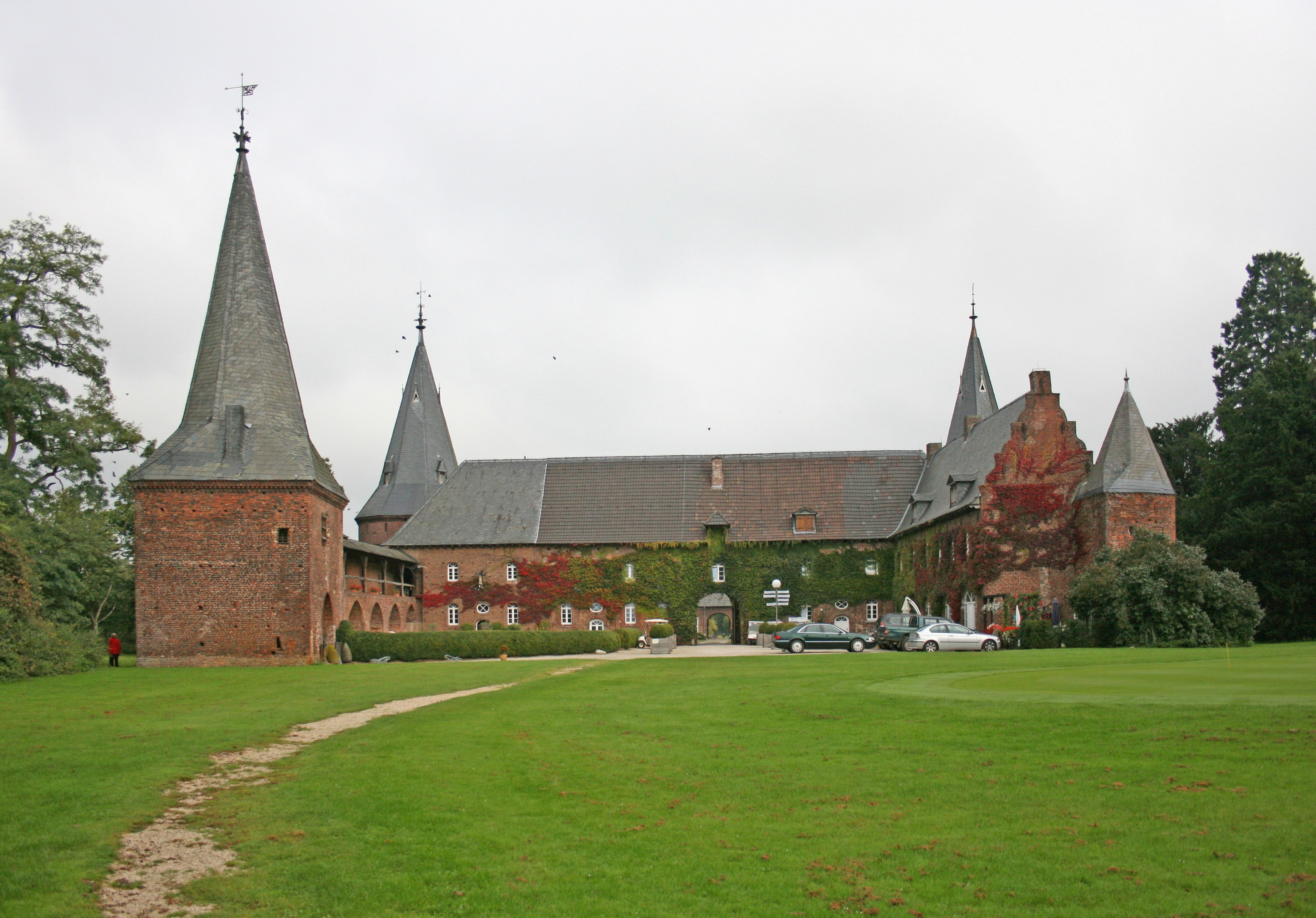
Schloss Haag

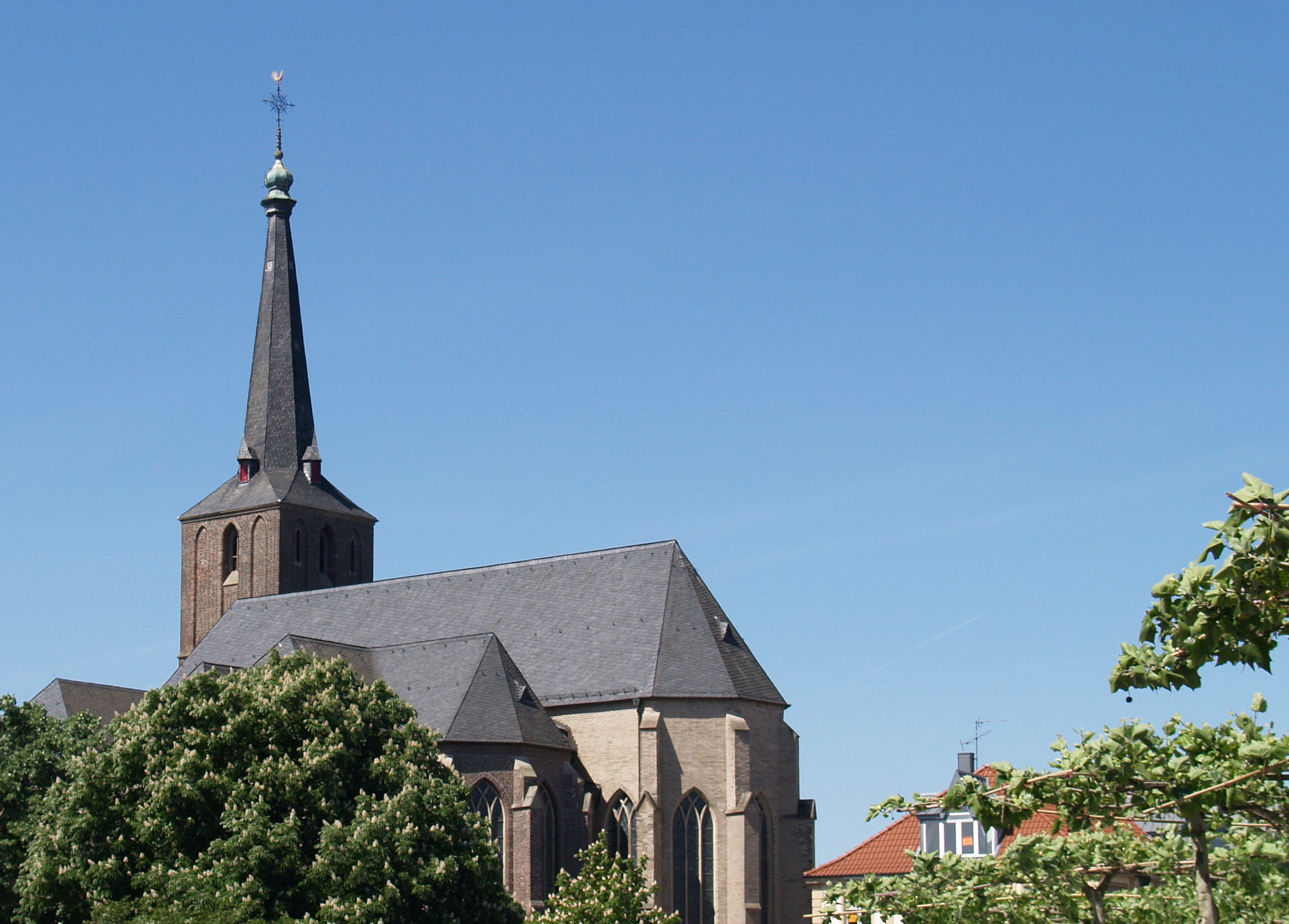
St.-Maria-Magdalena-Kirche am Marktplatz

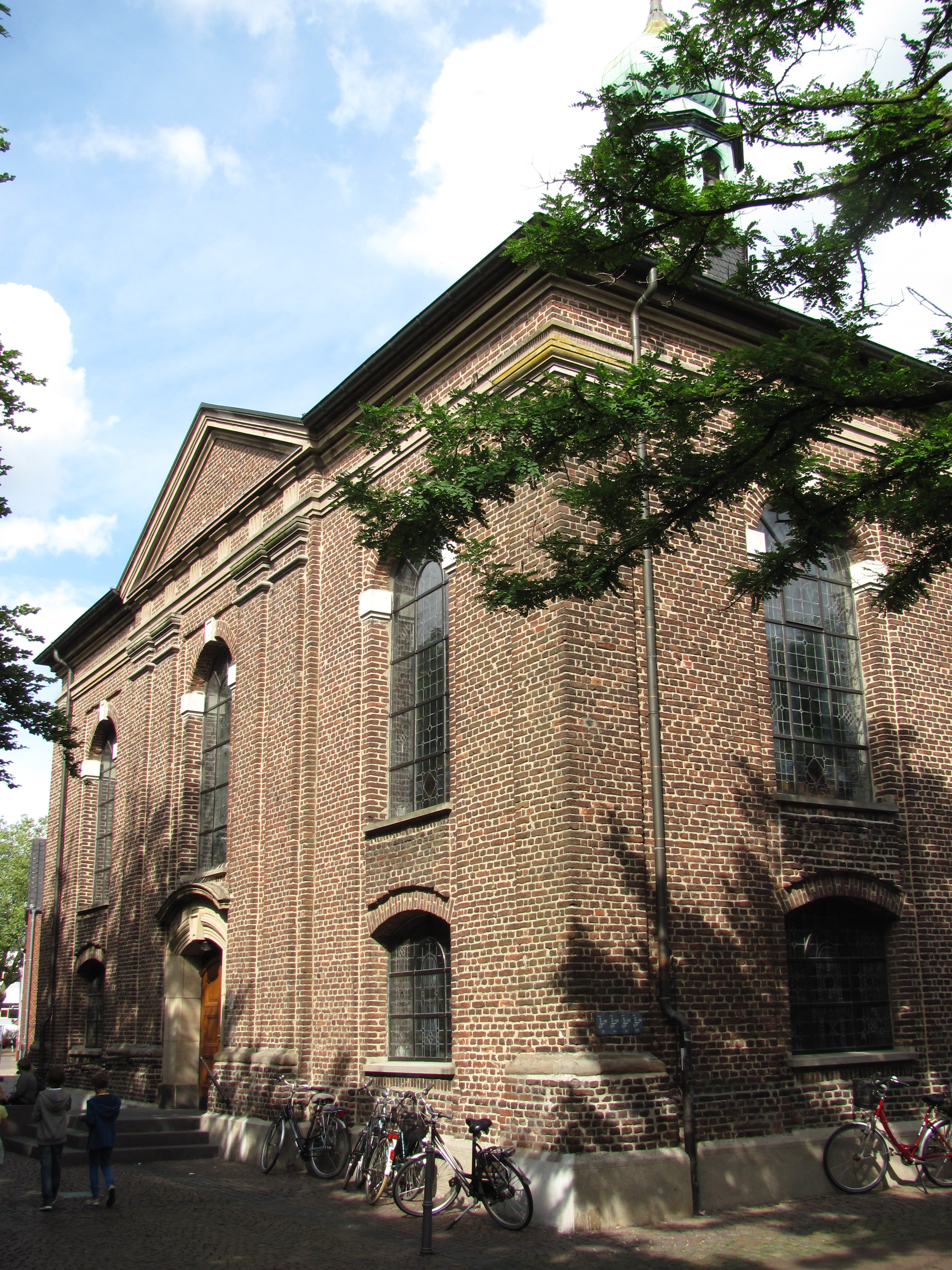
Heilig-Geist-Kirche

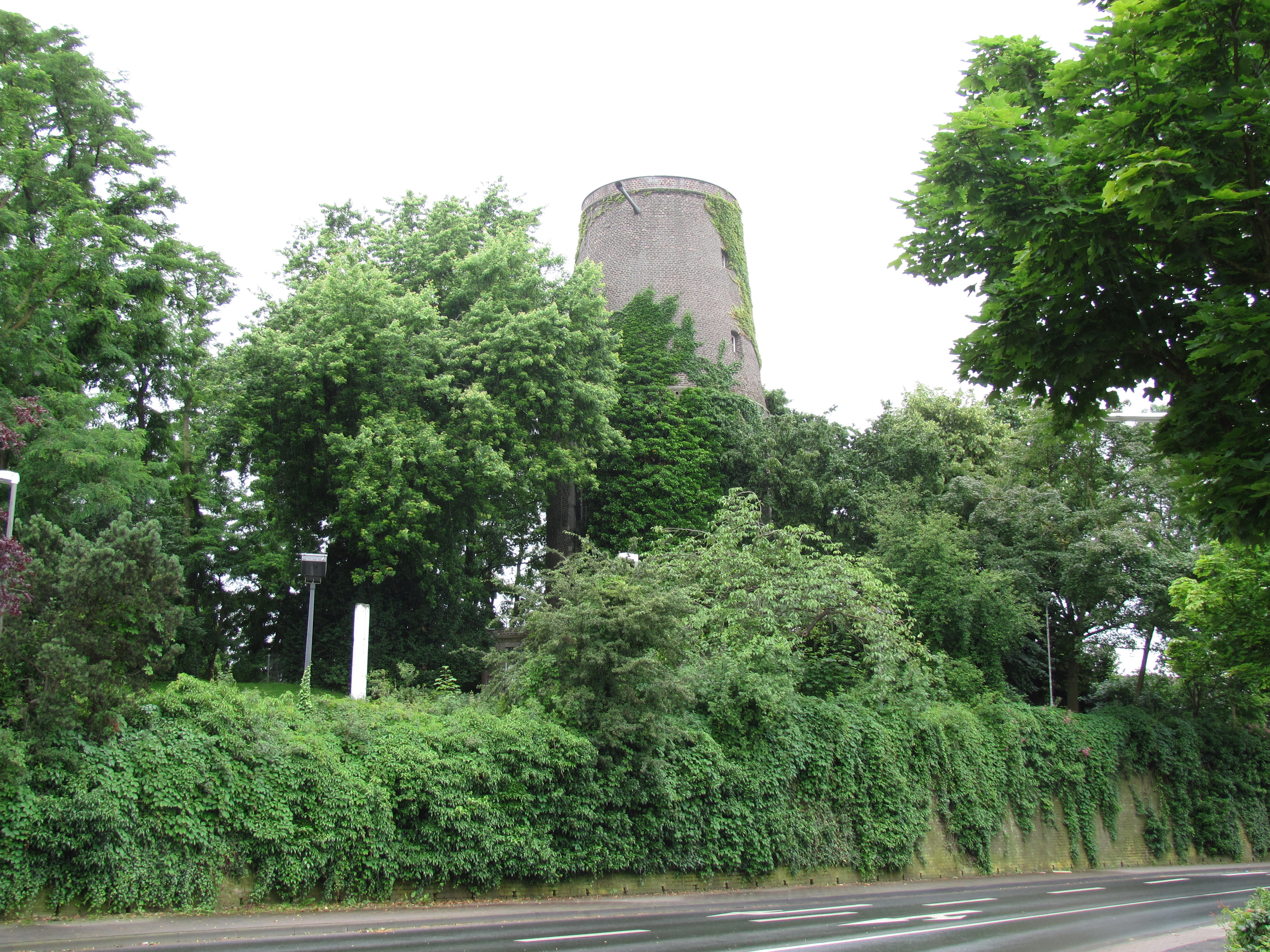
Mühlenturm

Die Stadt Geldern wurde in ihrer Geschichte oft Gegenstand territorialer Streitigkeiten. Sie wurde 1543 durch den Vertrag von Venlo Teil der Spanischen Niederlande. Die niederländische Provinz Gelderland ist seither nach der Stadt Geldern benannt. Mit dem Vertrag von Utrecht wurde Geldern 1579 Teil der Vereinigten Niederlande, wurde aber 1587 von der spanisch-habsburgischen Armee besetzt. In die spätere Zeit der spanischen Herrschaft, genauer von 1662 bis 1664, fiel der Neubau der Hauptburg von Schloss Haag, einem Anwesen, das als Hof Haag schon 1337 in Urkunden Erwähnung gefunden hatte.
Von 1701 bis 1713/1714 fand der Spanische Erbfolgekrieg statt. In dessen Verlauf geriet die Stadt im Februar 1703 unter Belagerung der Preußen, die jedoch erst am 21. Dezember des Jahres in die Stadt eindringen konnten. Nach dem Ende des Erbfolgekriegs wurde im Frieden von Utrecht 1713 das bis dahin bei Spanien verbliebene geldrische Oberquartier an vier Mächte (Österreich, die Generalstaaten, Preußen und das Herzogtum Jülich) verteilt. Geldern fiel dabei mit dem größten Teil des ehemaligen Oberquartiers den Preußen zu und wurde Verwaltungssitz des neu gebildeten Herzogtums Geldern preußischen Anteils (Preußisch Geldern). Im August 1740 besuchte König Friedrich II. von Preußen Geldern. 1764 ließ er die Festungsanlagen der Stadt schleifen.
Von 1794 bis 1814 war Geldern – wie das ganze Linke Rheinufer – von französischen Truppen besetzt („Franzosenzeit“). Diese setzten sich über die gewachsenen Strukturen weitgehend hinweg und schufen neue und modernere räumliche Ordnungen für eine straffere Verwaltung. Während dieser Zeit bildete Geldern eine Mairie nach französischem Vorbild und gehörte zum Kanton Geldern im Arrondissement de Clèves des Département de la Roer. Durch die Säkularisation wurde 1802 das 1306 gegründete Karmeliterkloster aufgehoben.
Nach dem Ende der französischen Herrschaft und der Rückkehr zu Preußen (Wiener Kongress 1815) wurde der Kreis Geldern im Zuge der Preußischen Verwaltungsorganisation am 23. April 1816 als einer von 29 Kreisen der Provinz Jülich-Kleve-Berg – der späteren Rheinprovinz – neugebildet. Aus der Mairie Geldern der Franzosenzeit wurde die preußische Bürgermeisterei Geldern.
1863 wurde die Eisenbahnstrecke Köln–Krefeld–Geldern–Kleve (Linksniederrheinische Strecke) eröffnet, 1874 die Strecke Bahnstrecke Haltern–Venlo als letztes Teilstück der Hamburg-Venloer Bahn. Die 1902 in Betrieb genommene und am 1. April 1932 wieder stillgelegte Geldernsche Kreisbahn (Meterspur) berührte dagegen die Stadt Geldern nicht. Die Bahnstrecke Wesel–Venlo wurde nach dem Zweiten Weltkrieg nur noch zwischen Büderich und Straelen betrieben. Nach der Einstellung des Personenverkehrs 1960 wurde sie Stück für Stück weitgehend stillgelegt und abgebaut.
1927 wurde das Gymnasium des Kreises und der Stadt Geldern als humanistisches Gymnasium gegründet. Seit 1957, als es von der Issumer Landstraße in ein größeres Gebäude am heutigen Standort umzog, heißt es Friedrich-Spee-Gymnasium. Aufgrund der steigenden Schülerzahl wurde das Schulgebäude allerdings im Laufe der Jahre zu klein, sodass 1957 mit der Errichtung eines neuen Gebäudes an der heutigen Friedrich-Spee-Straße begonnen wurde.
Bis zum Zweiten Weltkrieg existierte eine jüdische Gemeinde in Geldern. Die 1875 erbaute Synagoge wurde während des Novemberpogroms 1938 in Brand gesetzt.
In der Nacht vom 23. zum 24. Mai 1940 gab es den ersten Luftangriff auf Geldern. Zwei Wochen zuvor hatte das Deutsche Reich den Westfeldzug begonnen. Ab 1940 war Geldern Standort von Einheiten der Wehrmacht. Vor allem Ersatztruppenteile waren in der Stadt untergebracht, die ein eigenes Wehrmeldeamt hatte.
Im Zweiten Weltkrieg wurde durch Bombardierungen Ende 1944 und am 14. Februar 1945 der Stadtkern stark zerstört. Nur wenige Häuser blieben erhalten, rund 82 % der Stadt waren zerstört. Unter anderem wurde die Pfarrkirche und die Heilig-Geist-Kirche in der Stadtmitte schwer beschädigt. Das Haupthaus des Schlosses Haag wurde völlig zerstört. Die Pfarrkirche Maria Magdalena und die Heilig-Geist-Kirche wurden 1952 wieder aufgebaut. 2003/2004 wurde St. Maria Magdalena vollständig renoviert und der Innenraum neu gestaltet.
Die Vergangenheit in Form des Herzogtums Geldern lässt sich noch anhand des gelegentlichen, inoffiziellen Spitznamens „Herzogstadt“ sowie am „Herzogtheater“ erkennen.

### Nachkriegszeit bis 2000
Die Nachkriegszeit in Geldern begann mit dramatischen Ereignissen, insbesondere den Zerstörungen der Stadt gegen Ende des Zweiten Weltkriegs. Am 14. Februar 1945, einem Mittwoch, wurde Geldern Ziel eines schweren Luftangriffs der Alliierten, da die Stadt als wichtiger Verkehrsknotenpunkt galt. Der Angriff verwandelte Geldern in ein Meer aus Flammen, als Phosphorbrandbomben die Stadt weitgehend zerstörten und das Feuerwehrgebäude vernichteten. Bis zum Nachmittag war etwa 80 % der Stadt zerstört.
Mit dem Ende des Krieges und der Befreiung im Frühjahr 1945 begannen die Bewohner von Geldern mit dem Wiederaufbau. Die unmittelbare Nachkriegszeit war von materiellen Mängeln und der Verwaltung durch alliierte Besatzungsmächte geprägt. Die Gründung der Bundesrepublik Deutschland im Jahr 1949 brachte nicht nur politische Veränderungen, sondern auch einen beginnenden wirtschaftlichen Aufschwung. In den folgenden Jahrzehnten erlebte Geldern einen stetigen Wachstum, besonders in den 1950er und 1960er Jahren, als die Stadt stark urbanisierte. Neue Wohngebiete, insbesondere durch die Stadtentwicklung in den 1960er Jahren, sowie infrastrukturelle Projekte, wie die Erweiterung der B9, prägten das Stadtbild.
In den 1960er Jahren setzte auch eine umfassende Stadterneuerung ein, die sich auf die Innenstadt konzentrierte. Das Pläne beinhalteten sowohl neue Wohn- als auch Geschäftsviertel, die die Lebensqualität steigern sollten. Trotz kritischer Stimmen und Herausforderungen bei der Umsetzung, etwa bei der Schaffung von Parkflächen, war die Urbanisierung ein zentrales Thema. Die Bebauung und Modernisierung des historischen Zentrums mit neuen Geschäfts- und Wohnhäusern sowie grünen Flächen erfolgten dabei schrittweise bis in die 1980er Jahre.
Die Wirtschaft von Geldern war weiterhin von Landwirtschaft und Handel geprägt, aber auch die Dienstleistungsbranche und industrielle Entwicklungen begannen, eine immer größere Rolle zu spielen. Bis zum Jahr 2000 hatte sich Geldern nicht nur in seiner Infrastruktur, sondern auch in seiner Bevölkerungsstruktur verändert und war zu einem prosperierenden Mittelzentrum im Niederrhein gewachsen.

### Gebietsreformen von 1969 und 1975
Die kommunalen Gebietsreformen in Geldern und dem Kreis Geldern wurden durch das Gesetz zur Neugliederung des Kreises Geldern und angrenzender Bereiche von 1969 umgesetzt. Im Kern der Reform stand die Zusammenführung der ehemals eigenständigen Gemeinden Geldern, Kapellen, Pont, Veert, Vernum und Walbeck sowie des nördlichen Teils der Gemeinde Nieukerk zur neuen Stadt Geldern. Ziel war es, Verwaltungseinheiten effizienter zu gestalten und die lokale Infrastruktur besser zu koordinieren. Im Zuge dieser Neugliederung behielt Geldern seine historische Funktion als Verwaltungsmittelpunkt des Gebietes, was zur heutigen Struktur beitrug.
Parallel zur städtischen Neugliederung wurde der Kreis Geldern ebenfalls reorganisiert. 1975, im Rahmen einer weiteren Gebietsreform, wurde der Kreis Geldern aufgelöst und in den neu gebildeten Kreis Kleve integriert. Diese Maßnahme war Teil einer landesweiten Reform in Nordrhein-Westfalen, die die Kreisstrukturen vereinfachen sollte. Die Reform führte zur Verschmelzung der Kreise Kleve und Geldern, wodurch auch die Kreisstadtfunktion nach Kleve wechselte.
Die Reformen wurden nicht ohne Widerstand umgesetzt, insbesondere von den betroffenen Gemeinden und deren Bürgern, die ihren eigenständigen Status verlieren sollten. Dennoch prägen die Ergebnisse dieser Reformen bis heute die kommunale Landschaft der Region und bildeten die Grundlage für die Entwicklung einer stärker vernetzten lokalen Infrastruktur.

### Einwohnerentwicklung

Einwohnerentwicklung von Geldern von 1885 bis 2016

| Jahr | Einwohner |
| ---- | --------- |
| 1885 | 5.690     |
| 1905 | 6.551     |
| 1937 | 7.228     |
| 1946 | 5.288     |
| 1961 | 10.209    |
| 2000 | 33.074    |

| Jahr | Einwohner |
| ---- | --------- |
| 2003 | 33.314    |
| 2004 | 33.861    |
| 2005 | 34.035    |
| 2006 | 34.266    |
| 2008 | 33.709    |
| 2009 | 33.746    |

| Jahr | Einwohner |
| ---- | --------- |
| 2012 | 33.009    |
| 2013 | 33.064    |
| 2015 | 33.841    |
| 2016 | 33.778    |
| 2022 | 35.662    |

### Mundart
In Geldern und seinen Ortsteilen wird (wurde) „Platt“ in jeweiliger lokaler Ausprägung gesprochen. Geldern liegt mundarthistorisch im niederländischen Sprachraum nördlich der sogenannten Benrather Linie (mit der maache-maake-Unterscheidung), die das südliche Mittelfränkische (auch Ripuarisch genannt) vom nördlichen Niederfränkischen abgrenzt. Auch liegt Geldern nördlich der Uerdinger Mundartlinie, die sich vom Rhein kommend an Hüls vorbei über Kempen nach Venlo zieht. Diese Uerdinger Linie (auch ek-ech-Grenze genannt) grenzt das Südniederfränkische (das z. B. in Uerdingen und Krefeld gesprochen wird) vom Nordniederfränkischen ab, das z. B. in Hüls (siehe Hölsch Plott) und Kempen, sowie nördlich davon in unterschiedlicher Ausprägung und in typischem lokalen „Tonfall“ von Kerken über Geldern bis Kleve gesprochen wird.
Die Gelderner Mundart ist historisch stark beeinflusst vom Niederländischen – bis in die frühe Neuzeit war Geldern aufgrund seiner politischen Anbindung an das Haus Habsburg (mit seinen niederländischen Besitzungen) über viele Jahre zweisprachig. Eines der wichtigsten Merkmale ist die Aussprache des Personalpronomens „ich“, das im Südniederfränkischen als „ech“ oder „isch“ gesprochen wird, im Nordniederfränkischen aber als „ek“. Auch das Wörtchen „auch“ wird unterschiedlich ausgesprochen, nämlich als „ook“ im Norden und als „ooch“ im Süden. Auch das Verb „haben“ wird unterschiedlich gesprochen: im Raume Geldern sagt man z. B. „ek häbb“. Weiter südlich heißt es „ech han“.
Auch wenn die Mundart auf dem Rückzug ist, so wird Platt zu Karneval, auf Mundartabenden und in Vereinen gepflegt. Auch gibt es eine reichhaltige Mundart-Literatur (hervorzuheben die Bücher des 1996 verstorbenen Heimatautors Fritz Meyers).

## Politik

### Stadtrat
Der Stadt- oder Kommunalrat der Stadt Geldern ist das zentrale Entscheidungsgremium der städtischen Selbstverwaltung und nimmt vielfältige Aufgaben wahr, die für das öffentliche Leben und die Entwicklung der Stadt von zentraler Bedeutung sind. Dabei orientieren sich seine Kompetenzen an den Vorgaben der nordrhein-westfälischen Gemeindeordnung.
Eine der Kernaufgaben des Rates ist die Verabschiedung von Satzungen, durch die lokale Regelungen, wie Steuer- und Gebührenordnungen, festgelegt werden. Darüber hinaus entscheidet der Rat über den städtischen Haushalt, der die finanzielle Grundlage für Investitionen und Projekte bildet. Die Festlegung von Ausgabenprioritäten, etwa für Infrastrukturmaßnahmen oder soziale Angebote, gehört ebenso zu den zentralen Aufgaben wie die Überwachung der Haushaltsführung.
n Geldern spielt der Kommunalrat auch eine entscheidende Rolle bei der Stadtentwicklung. Er trifft Beschlüsse über Bauleitpläne und entscheidet über Projekte zur Förderung der Wirtschaft, zur Verbesserung der Verkehrs- und Bildungsinfrastruktur sowie zur Gestaltung von Freizeit- und Kulturangeboten. Die langfristige Planung und Umsetzung solcher Maßnahmen obliegt der strategischen Kompetenz des Rates, während der Bürgermeister für die operative Umsetzung zuständig ist.
In Geldern, wie in allen Kommunen, unterliegen die Aufgaben des Rates rechtlichen und finanziellen Rahmenbedingungen. Während Pflichtaufgaben wie Schulbau oder Sozialhilfe gesetzlich vorgeschrieben sind, liegt es im Ermessen des Rates, wie freiwillige Aufgaben, etwa Kultur- oder Sportförderung, gestaltet werden. Der Rat ist somit ein wesentlicher Akteur für die Entwicklung der Stadt und die Lebensqualität ihrer Bürger.

### Ergebnisse der Kommunalwahlen 2014 und 2020
Die Kommunalwahlen 2014 und 2020 brachten folgende Ergebnisse:
| Partei                      | 2020    | 2020    | 2014  | 2014 |
| Partei                      | Sitze   | %       | Sitze | %    |
| --------------------------- | ------- | ------- | ----- | ---- |
| CDU                         | 20      | 46,8    | 18    | 44,1 |
| SPD                         | 9       | 21,9    | 14    | 34,4 |
| FDP                         | 3       | 6,8     | 3     | 6,7  |
| GRÜNE                       | 6       | 15,0    | 3     | 8,3  |
| LINKE                       | 1       | 2,3     | 1     | 3,5  |
| AfD                         | 1       | 2,3     | –     | –    |
| BiG Bürger in Geldern e. V. | 2       | 3,95    | –     | –    |
| Piraten                     | –       | –       | 1     | 3,0  |
| Gesamt                      | 42      | 100     | 40    | 100  |
| Wahlbeteiligung             | 50,16 % | 50,16 % |       |      |

### Bürgermeister
Zum Bürgermeister der Stadt Geldern wurde 2015 durch Stichwahl Sven Kaiser (CDU) mit 55,74 % der gültigen Stimmen gewählt und 2020 mit 65,7 % der Stimmen im Amt bestätigt. Sein Gegenkandidat 2015 war der bisherige Bürgermeister Ulrich Janssen (2004–2015), der aus dem Amt kandidierte und ebenfalls Mitglied der CDU ist. Er erhielt 44,26 % der gültigen Stimmen (Wahlberechtigte: 28.239 Wähler: 11.513 ungültige Stimmen: 125 gültige Stimmen: 11.388 Sven Kaiser: 6.348 Ulrich Janssen: 5.040 Stimmen). Am 21. Oktober 2015 trat der neugewählte Bürgermeister seinen Dienst an.
Als Bürgermeister von Geldern umfasst seine Aufgabenvielfalt zahlreiche Kompetenzen. Er fungiert als Repräsentant der Stadt und vertritt Geldern sowohl in politischen als auch in öffentlichen Angelegenheiten. In seiner Rolle leitet er die Verwaltung und ist für die Organisation und strategische Ausrichtung der städtischen Behörde zuständig. Zu seinen weiteren Verantwortlichkeiten gehört die Leitung der Stadtratssitzungen, in denen er als Vorsitzender die Beschlüsse lenkt und zur Umsetzung anregt. Zudem trägt er Verantwortung für den städtischen Haushalt, indem er die Finanzen überwacht und die Verwendung der Mittel gemäß den kommunalen Prioritäten sicherstellt. Ein weiteres zentrales Aufgabenfeld des Bürgermeisters ist die Gewährleistung der öffentlichen Sicherheit und Ordnung in Geldern. Dabei steht er im engen Kontakt mit den Bürgern, um auf deren Anliegen und Wünsche einzugehen und eine bürgernahe Verwaltung sicherzustellen.

### Wappen
Das erste Wappen der Stadt Geldern war ein Schild mit drei Mispeln, die sich eventuell auf die Geschehnisse beziehen, die in der Drachentötersage erzählt werden. Schon im Mittelalter wird dann der auch auf dem heutigen Wappen erkennbare Geldrische Löwe verwendet.
Blasonierung: „In Blau ein schreitender zwiegeschwänzter rotbekronter, rotbezungter und rotbewehrter goldener Löwe, vor, hinter und unter seinen Pranken begleitet von drei silbernen Mispelblüten.“

### Banner
|  | 00Banner: „Das Banner ist blau-gelb-rot im Verhältnis 1:2:1 längsgestreift, im Bannerhaupt ohne Schild das Wappen der Stadt.“ |

### Städtepartnerschaften
Partnerstädte von Geldern sind Bree in Flandern (Belgien) und Fürstenberg/Havel in Brandenburg.

## Religionen
Die Bevölkerung der Stadt Geldern ist mehrheitlich katholisch. Es gibt in den meisten Ortsteilen katholische Kirchen, geschichtlich am bedeutendsten ist die Pfarrkirche St. Maria Magdalena am Gelderner Markt. Sie wird erstmals kurz nach 1290 als ecclesia Gelrensis infra oppidum erwähnt, während die Kirche in Nieukerk 1067 als in Gelre ecclesia und 1249 als ecclesiae in Gelren genannt wird. Es wird daher vermutet, dass Geldern erst im 13. Jahrhundert von St. Dionysius Nieukerk abgepfarrt wurde. Es existieren zwei evangelische Kirchen: die Heilig-Geist-Kirche, ebenfalls am Gelderner Markt, sowie eine weitere Kirche im Ortsteil Walbeck. Durch die Zuwanderung der letzten Jahrzehnte ist eine islamische Gemeinde entstanden.

## Bildung

### Übersicht der Schulen
Geldern bietet alle Schulformen an:
- Friedrich-Spee-Gymnasium[41] (seit 1927)

- Gesamtschule der Stadt Geldern[42]

- Liebfrauenschule (Mädchenrealschule und Berufskolleg, bischöflich)[43]

- Lise-Meitner-Gymnasium[44] (seit 1824, in heutiger Form seit 1988)
- Sekundarschule Geldern-Issum (2023 geschlossen)

- Realschule an der Fleuth[45]
- Geschwister-Scholl-Schule (Hauptschule, 2019 geschlossen)
- Astrid-Lindgren-Schule (Förderschule)
- Don-Bosco-Schule (Förderschule)
- Franziskus-Schule (Förderschule)
- Gelderland-Schule (Förderschule)
- Haus-Freudenberg (privat, Förderschulen)
- 7 Grundschulen (St. Adelheid-Schule (katholisch); Albert-Schweitzer-Schule; St. Antonius-Schule (katholisch); Marienschule, St. Martini-Schule, St. Michael-Schule (katholisch))

### Bildungssituation in Geldern
Die Bildungslandschaft der Stadt Geldern bietet ein vielfältiges und gut strukturiertes Angebot für unterschiedliche Bildungsbedürfnisse. Es stehen mehrere Schulformen zur Verfügung, die verschiedene Zielsetzungen und Anforderungen abdecken.
Die Gesamtschule Geldern kombiniert ein breites Unterrichtsangebot mit individuellen Fördermöglichkeiten und legt den Schwerpunkt auf selbstständiges Lernen. Sie bietet Profile wie iPad-Nutzung, Sport und klassische Ausbildung an. Die Realschule An der Fleuth, als zentrale Realschule der Region, ermöglicht eine berufsorientierte Ausbildung und bietet spezielle Förderprogramme sowie Wahlpflichtfächer wie Informatik oder Niederländisch an.
Im Gymnasialbereich gibt es das Lise-Meitner-Gymnasium und das Friedrich-Spee-Gymnasium. Beide Schulen bieten eine fundierte Allgemeinbildung, moderne Lernmethoden und ein umfangreiches Kursangebot. Während das Lise-Meitner-Gymnasium einen Fokus auf Naturwissenschaften und digitale Bildung legt, verbindet das Friedrich-Spee-Gymnasium traditionelle Werte wie Demokratie und Toleranz mit praxisnaher Ausbildung. Die enge Zusammenarbeit der beiden Gymnasien ermöglicht eine optimale Kurswahl in der Oberstufe.
Ergänzend zu diesen Angeboten gibt es das Berufskolleg des Kreises Kleve, das praxisorientierte und berufliche Weiterbildungsmöglichkeiten anbietet. Förderschulen wie die Gelderland-Schule und die Don-Bosco-Schule unterstützen Schüler mit besonderen Bedürfnissen, etwa im Bereich der Sprachförderung oder der emotionalen und sozialen Entwicklung.
Zusätzlich runden Einrichtungen wie die Musikschule des Kreises Kleve, die Volkshochschule Gelderland und die Familienbildungsstätte das Bildungsangebot ab. Diese Institutionen fördern lebenslanges Lernen und bieten vielfältige Möglichkeiten zur persönlichen und beruflichen Weiterentwicklung.
Die Bildungsinfrastruktur Gelderns ist damit umfassend aufgestellt und auf die Förderung individueller Stärken sowie die Vorbereitung auf schulische und berufliche Anforderungen ausgelegt.

## Bauwerke

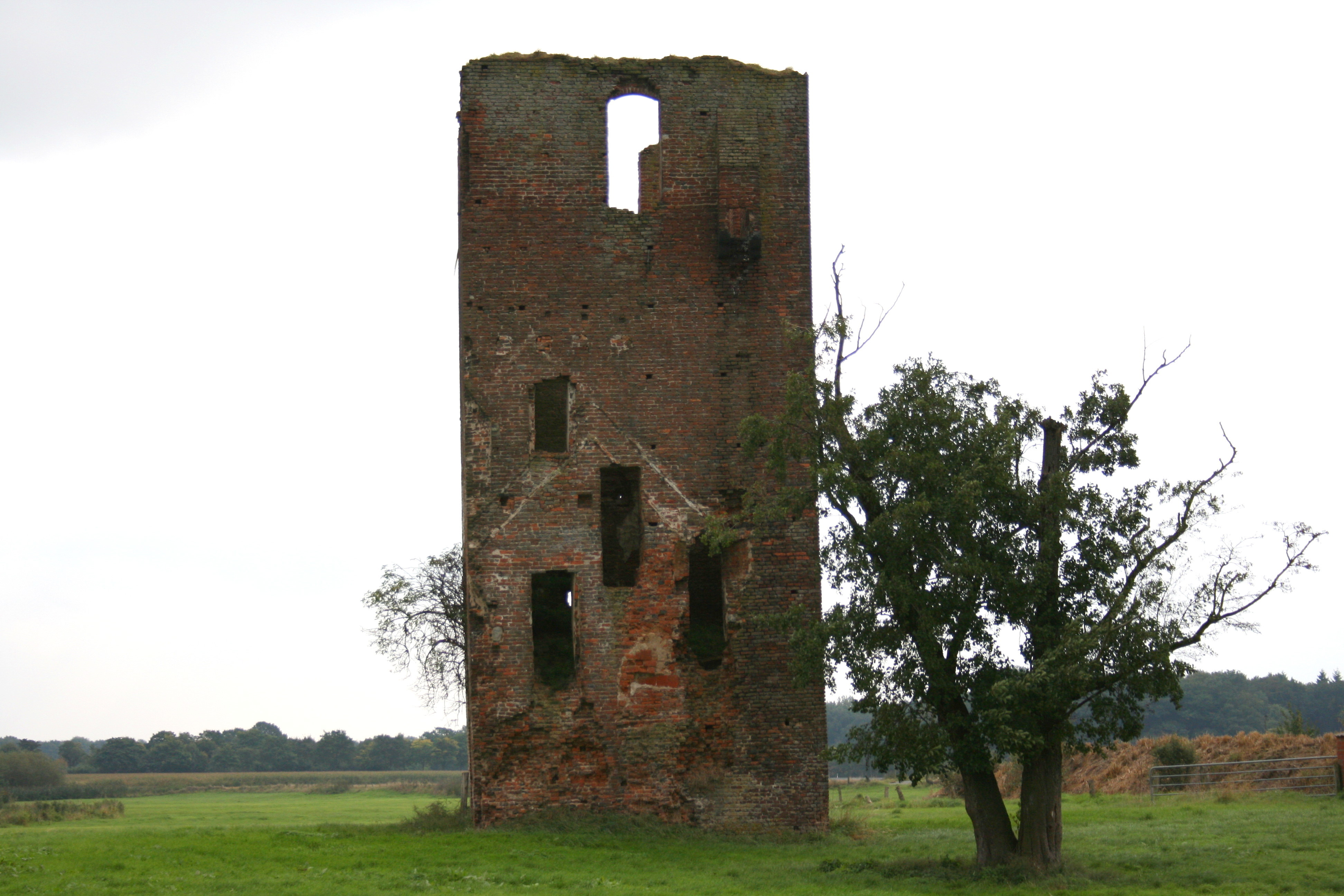
Haus Langendonk in Aengenesch

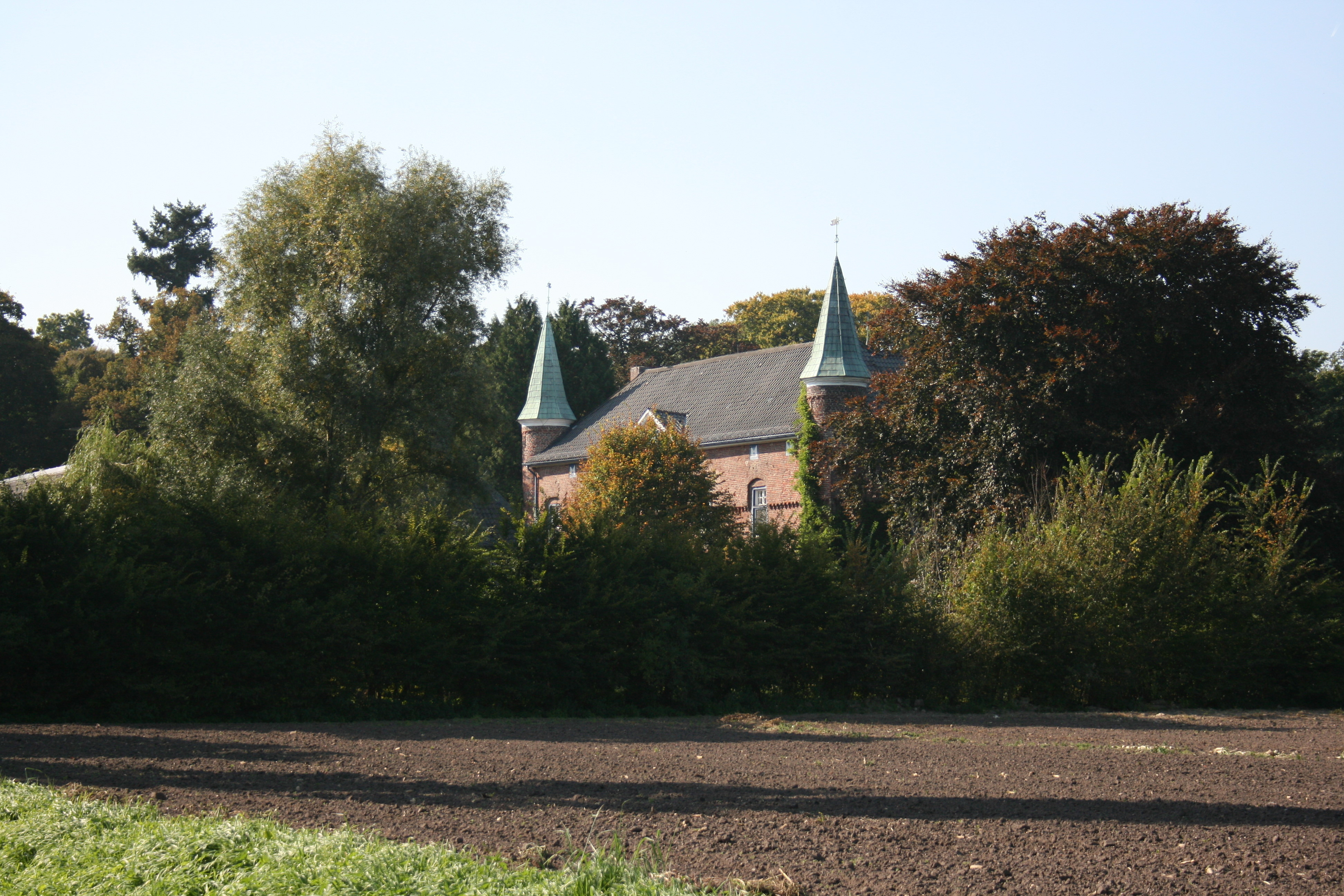
Schloss Walbeck in Walbeck

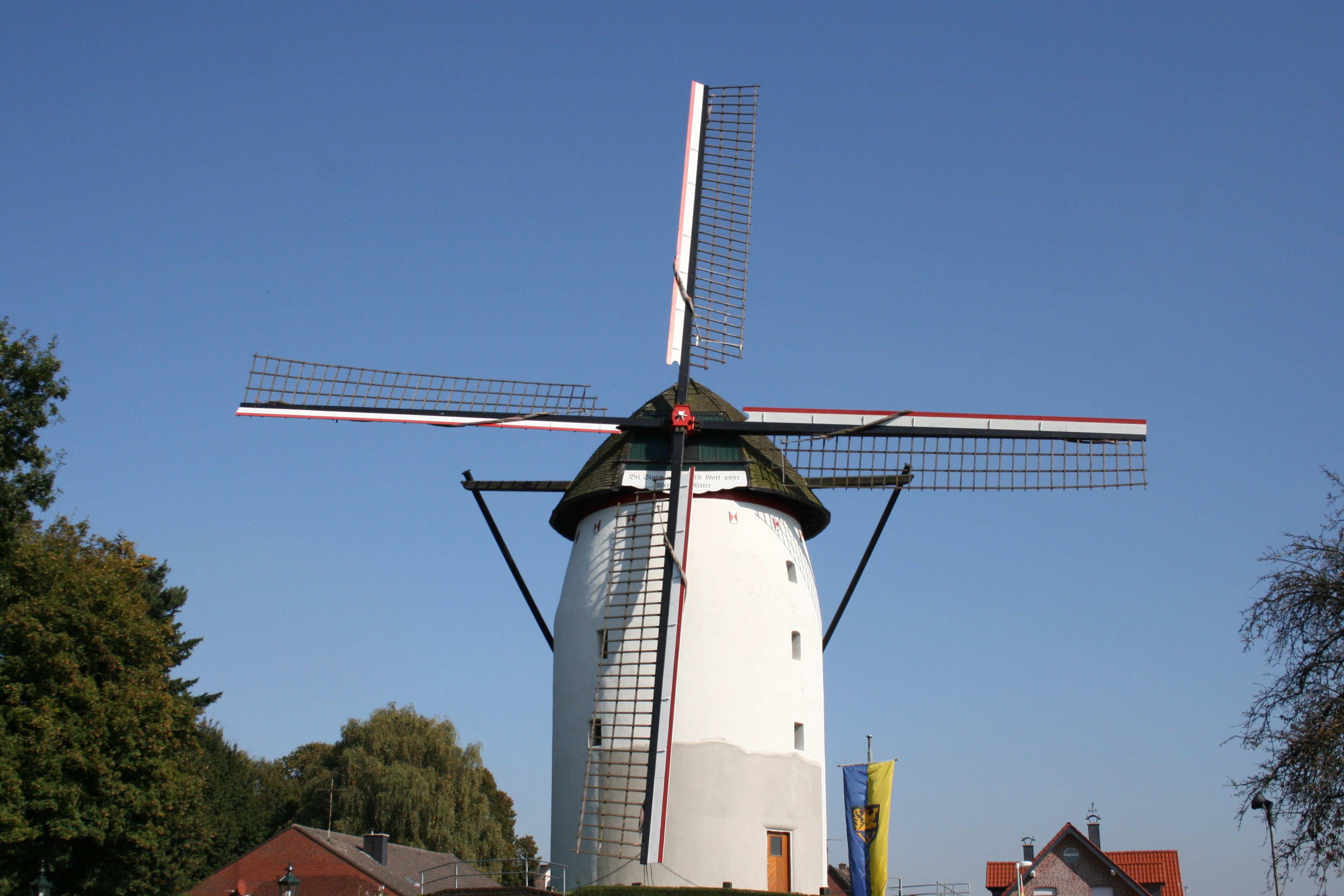
Steprather Mühle in Walbeck

### Altstadt
- St. Maria Magdalena am Gelderner Markt, dreischiffige Hallenkirche der Backsteingotik
- Evangelische Heilig-Geist-Kirche, ebenfalls am Gelderner Markt, 1415 als Klosterkirche gegründet und 1530 bei einem Stadtbrand zerstört. Der heutige quadratische Bau wurde 1736–1740 im Stil des Barock aus Backsteinen errichtet, 1945 zerstört und nach dem Wiederaufbau 1952 wieder eingeweiht.[47] Die Heilig-Geist-Kirche, die statt eines Kirchturms einen Dachreiter besitzt, wurde 1970–1973 renoviert. In ihr finden häufig Orgelkonzerte statt, die weit über Geldern hinaus Beachtung finden.
- Mühlenturm, im Süden der Innenstadt, 1546 erbaute, der einzige erhaltene Turm der Stadtbefestigung, Wände bis zu 2,45 m dick, Durchmesser 8,60 m. 1643 wurde der Turm aufgestockt und zu einer Mühle umgebaut, die bis 1851 in Betrieb war. Heute wird der Mühlenturm für Kunstausstellungen genutzt.
- Das Refektorium (Speisesaal) des ehemaligen Augustinerinnenklosters Nazareth aus dem 16. Jahrhundert ist auf dem Gelände des Berufskollegs am Ostwall zu besichtigen.

### Außerhalb des historischen Stadtkerns
- Die Fossa Eugeniana[48] ist in Geldern und Umgebung touristisch durch einen etwa 60 km langen Radwanderweg erschlossen. Dieser verläuft grenzübergreifend von Rheinberg am Rhein bis in die Niederlande an die Maas.
- Schloss Haag[49], 1337 erstmals erwähnt  Insbesondere ist die ehemalige innere Vorburg (entstanden in den 1680er Jahren) erhalten geblieben. Sie beherbergt heute unter anderem einen Golfclub. Das Gelände um die Burg kann erwandert werden.
- Schloss Walbeck in Walbeck
- Von Haus Langendonk in Aengenesch steht nur noch die Ruine eines Burgturms.
- Windmühlen findet man noch einige in der näheren Umgebung Gelderns:
  - Veerter Windmühle, 1856 erbaut, in den 1950er Jahren für Wohnzwecke umgebaut und 2000 restauriert. Seit 2007 verfügt sie wieder über Flügel.
  - Windmühle am Poelycker Weg im Ortsteil Vernum, 1866 aus Backsteinen erbaut, war bis 1920 in Betrieb und besitzt seit 1991 wieder Flügel und Haube. In Geldern-Kapellen ist Haus Beerenbrouck sehenswert, das bereits 1331 als „Hof“ erstmals erwähnt wurde. Der heutige Bau entstand zu Beginn des 19. Jahrhunderts.

### Denkmalpflege
Insgesamt stehen in Geldern 83 Objekte unter Denkmalschutz. Im Bereich der Gemeinde Geldern sind 209 Denkmäler in die Denkmalliste eingetragen (Stand Dezember 2000).
Die Denkmäler verteilen sich auf die Kategorien:
- 1 Bahnhof
- 36 (ehemalige) Bauernhöfe oder Bauernhäuser
- 12 andere Denkmäler
- 22 Heiligenhäuschen und Wegkreuze
- 10 Herrenhäuser
- 15 Kirchen und Kapellen
- 4 Villen
- 1 Wassermühle
- 6 (ehemalige) Windmühlen
- 102 Wohn- und Geschäftshäuser

## Bekannte Veranstaltungen

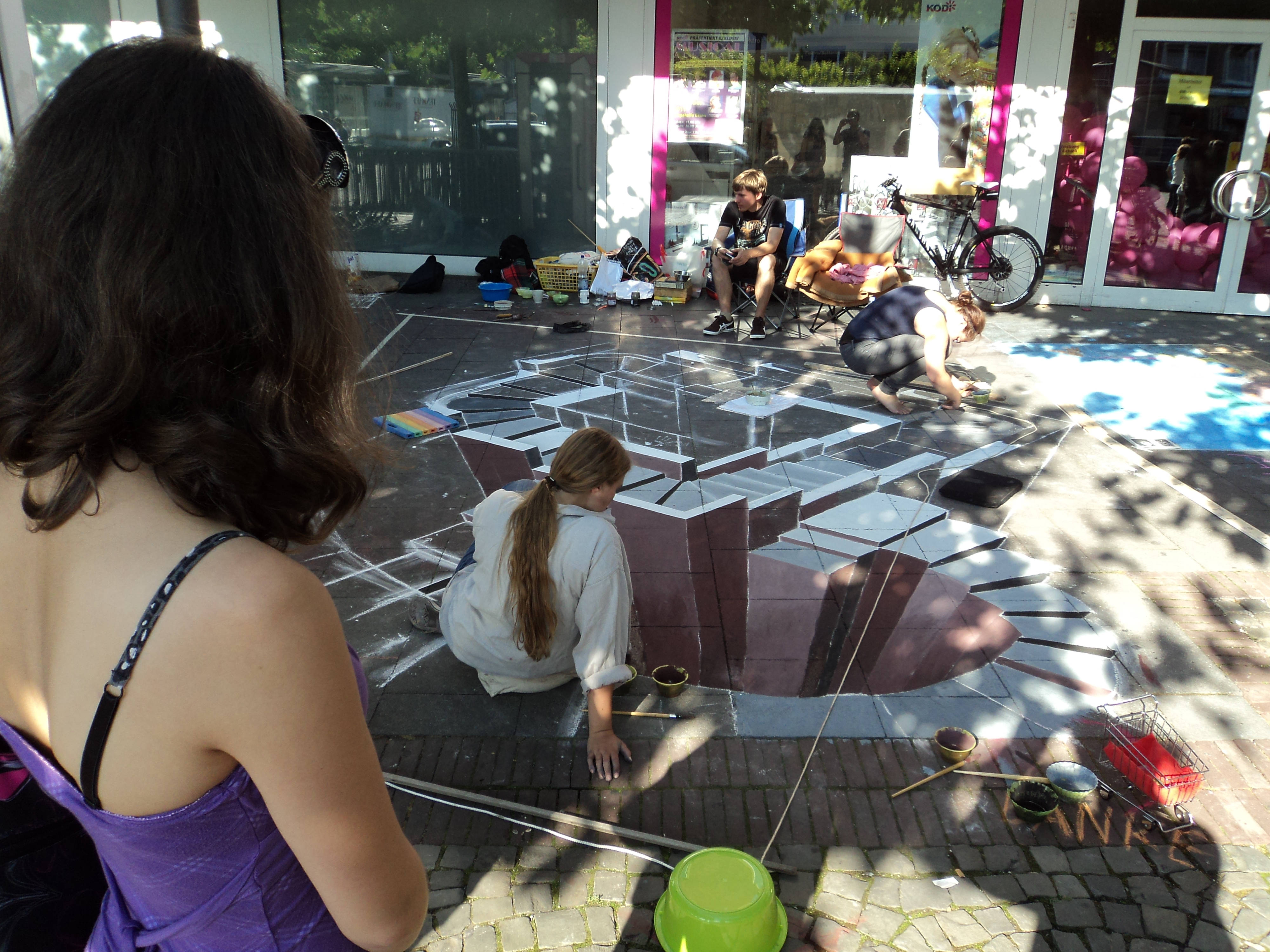
Der Straßenmalerwettbewerb in Geldern 2011.

Geldern richtet in jedem Jahr am letzten Wochenende der Schul-Sommerferien den Internationalen Straßenmalwettbewerb aus, zu dem Künstler aus ganz Deutschland und auch aus dem Ausland anreisen. Die zweitägige Kulturveranstaltung findet seit Jahrzehnten überregionale Beachtung und hat sich zum Gelderner Markenzeichen entwickelt. Viele Künstler finden im eingerichteten „Künstlerdorf“ am Holländer See Unterkunft. Vielen Auswärtigen ist Geldern als Stadt des Straßenmalerwettbewerbs bekannt.
Die traditionelle Gelderner Pfingstkirmes ist die größte Straßenkirmes am Niederrhein. Ebenfalls eine feste Institution ist die „Straßenparty“ im Sommer, ein in der Region bekanntes, dreitägiges Straßenfest vor allem mit Musik auf mehreren Freiluftbühnen und großem Flohmarkt.
Am Wochenende nach Pfingsten finden seit über 10 Jahren die Tolkien Tage der Deutschen Tolkien Gesellschaft im Ortsteil Pont statt. Diese Veranstaltung hat dort mittlerweile über 10.000 Besucher.
Seit 2013 findet jährlich am Holländer See in Geldern jeweils am Wochenende nach den Sommerferien das dreitägige „geldernsein-festival“, ein Rock- und Pop Open-Air-Musikfestival, statt.

## Verkehr

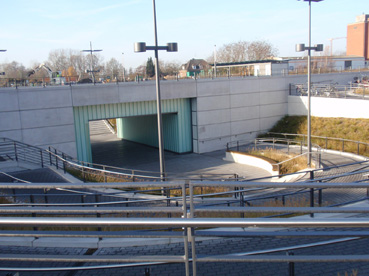
Die Bahnsteigunterführung Bahnhof Geldern

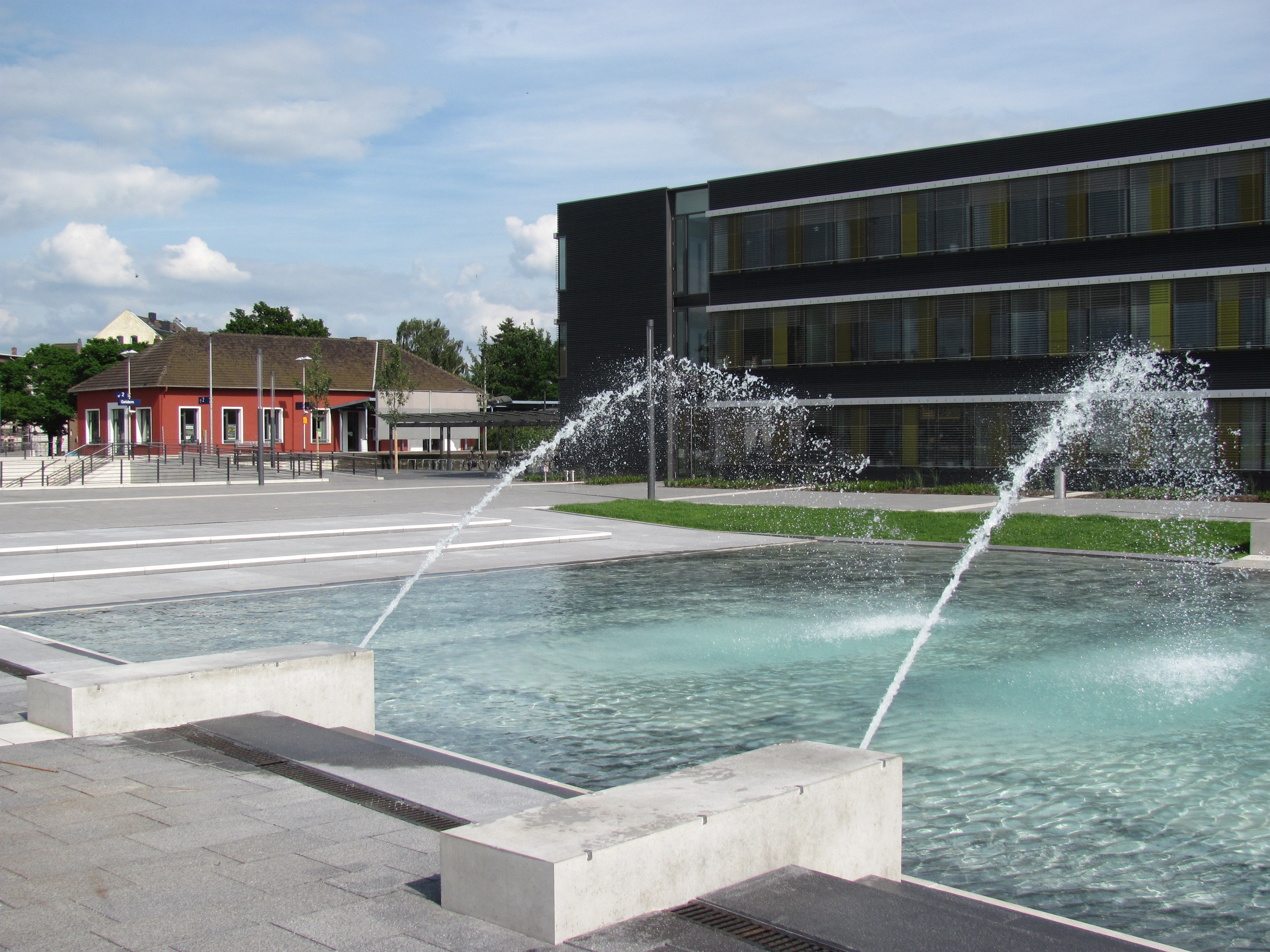
Bahnhof und Neues Finanzamt

Der Bahnhof Geldern liegt an der Linksniederrheinischen Strecke, auf der wochentags halbstündlich und am Wochenende stündlich der „Niers-Express“ (RE 10) von Kleve über Krefeld nach Düsseldorf verkehrt. Durchgeführt wird der Schienenpersonennahverkehr von der RheinRuhrBahn (RRB), welche Dieseltriebwagen vom Typ LINT 41 in Einfach- bis Dreifachtraktion einsetzt.
Innerhalb des Stadtgebiets und in die angrenzenden Kommunen fahren eine Reihe von Buslinien.
Geldern ist über die Bundesstraßen 9 und 58 an die Bundesautobahnen 40 (E 34) und 57 (E 31) angebunden.
Die nächstgelegenen Flughäfen sind der Flughafen Niederrhein in Weeze und der Flughafen Düsseldorf.

## Persönlichkeiten

### Söhne und Töchter der Stadt Geldern
- Gottfried Stralen (ca. 1500–1535), Prediger der Täuferbewegung
- Gerhard Matthisius (um 1522–1572), katholischer Theologe und Philosoph
- Christoph de Royas y Spinola (ca. 1626–1695), katholischer Bischof der Diözese Wiener Neustadt 1687–1695
- Friedrich Magnus von Horn (1704–1774), preußischer Generalmajor
- Franz Egon von Hoensbroech (1805–1874), Mitbegründer der Rheinischen Ritterschaft und Mitglied des Provinziallandtags der Rheinprovinz
- Georg von Eerde (1825–1890), Landrat des Kreises Geldern
- Wilhelm Engelhardt (1827–1897), Jurist und Militärbeamter
- Franz Burgers (1845–1911), Kommerzienrat und Manager
- Wilhelm von und zu Hoensbroech (1849–1922), Politiker, Erbmarschall im Herzogtum Geldern und Mitglied des Deutschen Reichstags
- Franz Diekamp (1864–1943), katholischer Theologe und Publizist
- Bernhard Hergarden (1880–1966), Maler, Zeichner und Grafiker
- Otto von Cossel (1883–1967), Genealoge, Rechtsritter des Johanniterordens und Ritter des Hausordens von Hohenzollern mit Schwertern
- Max Pfeffer (1883–1955), Offizier, zuletzt General der Artillerie im Zweiten Weltkrieg
- Joseph Veltjens (1894–1943), Jagdflieger im Ersten Weltkrieg und Träger des Ordens Pour le Mérite
- Theodor Haerten (1898–1968), Schauspieler, Dramatiker, Regisseur und Intendant
- Jakob Schoenmackers (1912–1982), Pathologe und Hochschullehrer
- Paul Esser (1913–1988), Schauspieler und Synchronsprecher
- Josef Deselaers (* 1923), Jurist, Professor für Tierzuchtrecht und Ministerialdirigent
- Eduard Ackermann (1928–2015), Politiker (CDU), ehem. Abteilungsleiter im Bundeskanzleramt
- Heinz Bosch (1929–2021), Studiendirektor a. D., Historiker, langjähriger Vorsitzender und Ehrenvorsitzender des „Historischen Vereins für Geldern und Umgegend e. V.“
- Helmut Esters (1935–2017), Politiker (SPD)
- Paul Deselaers (* 1947), katholischer Theologe
- Hans-Martin Müller (* 1952), Musiker und Musikproduzent
- Gerda M. Neumann (* 1953), Grafiker- und Designerin
- Thomas Struth (* 1954), Fotograf
- Bernhard Pellens (* 1955), Wirtschaftswissenschaftler
- Klaus Tappeser (* 1957), Politiker (CDU), Regierungspräsident von Tübingen
- Christoph J. Keller (* 1959), Komponist, Pianist, Musikpädagoge und Musikrezensent
- Paul Nolte (* 1963), Historiker
- Lydia Hüskens (* 1964), Politikerin (FDP)
- Christoph Fleischhauer (* 1965), Rechtsanwalt und Bürgermeister der Stadt Moers
- Ralf G. Jahn (* 1965), Historiker und Genealoge
- Xenia Seeberg (* 1967), Schauspielerin
- Stephan Wolters (* 1967), Politiker (CDU)
- Anne Gesthuysen (* 1969), Journalistin
- Sven Thoms (* 1970), Biochemiker
- Thomas Puschmann (* 1973), Fußballspieler
- Ben Marzeion (* 1977), Klimaforscher
- Björn Böhning (* 1978), Politiker (SPD), Chef der Berliner Senatskanzlei
- Martin Artz (* 1981), Wirtschaftswissenschaftler
- Johannes Oerding (* 1981), Sänger und Songwriter
- Dominic Saleh-Zaki (* 1982), Schauspieler und Sänger
- Sascha van Beek (* 1983), Politiker (CDU)
- Jan-Erik Slooten (* 1984), Automobilrennfahrer und Webvideoproduzent
- Anne van Bonn (* 1985), Fußballspielerin, U-19-Weltmeisterin 2004
- Söntke Campen (* 1991), Künstler
- Fabian Farell (* 1995), DJ und Musikproduzent

### Persönlichkeiten, die vor Ort gewirkt haben
- Karl von Egmond (1467–1538), Herzog von Geldern.
- Friedrich von Eerde (1781–1848), Landrat des Kreises Geldern.
- Ferdinand Fischer (1836–1916), von 1868 bis 1880 Bürgermeister von Geldern
- Fritz Meyers (1919–1996), Heimatforscher und Schriftsteller.
- Gregor Hövelmann (1930–1986), Historiker und Archivar.
- Josef H. Boquoi (* 1934), Unternehmer, Gründer von Bofrost.
- Helmut Linssen (* 1942), Politiker (CDU), ehem. Finanzminister des Landes Nordrhein-Westfalen.
- Karl-Heinz Tekath (1955–2004), Historiker und Archivar.
- Franz-Peter Tebartz-van Elst (* 1959), 2008–2014 Bischof von Limburg; besuchte in Geldern die Realschule am Westwall.
- Ronald Pofalla (* 1959), ehemaliger Politiker (CDU), 2009–2013 Bundesminister für besondere Aufgaben und Chef des Bundeskanzleramtes, seit 2015 Mitglied des Vorstandes der Deutschen Bahn AG; war Feldkoch und Sprechfunker beim THW in Geldern.
- Till Reiners (* 1985), Comedian; besuchte in Geldern das Friedrich-Spee-Gymnasium

### Preußische Gouverneure von Geldern
- 1704–0000 Joachim Friedrich von Wreech (1650–1724)
- 1705–1713 Magnus Friedrich von Horn (1640–1712)
- 1713–1717 Philipp Siegmund von Hagen (1648–1717)
- 1720–1724 Georg von Lilien (1652–1726)
- 1724–1738 Friedrich August von Röseler (1665–1738)
- 1738–1748 Georg Volrath von Kröcher (1678–1748)
- 1748–1764 Ernst August de la Chevallerie von la Motte (1688–1758)

## Vereine
Der Historische Verein für Geldern und Umgegend widmet sich der Erforschung der Geschichte der Stadt und des Herzogtums Geldern und deren Umland.
Der größte Sportverein in Geldern ist der GSV Geldern 09/34 e. V., der auf das frühere Gelria Geldern sowie den RSV Geldern zurückgeht. Der Breitensportverein bietet sportliche Aktivitäten in rund zehn Abteilungen an. Die Fußballabteilung löste sich vom GSV und gründete den 1. FC Geldern, der die Vereinsfarben Blau und Weiß trägt. Dazu gibt es noch den reinen Fußballverein F.C. Rot-Weiß Geldern 1979 e. V.
Neben den beiden stadtgeldrischen Vereinen sind auf den Ortsteilen der Stadt Geldern ebenfalls Vereine verteilt, wie der SV Veert, der SV Grün Weiß Vernum 1949, der VfL 1924 Pont, der SV 1913 Walbeck und der SV Lüllingen 1958.
Die Wassersportgemeinschaft WSG Gelderland 1970 e. V. ist mit den Abteilungen Segeln, RC Segeln, Tauchen und SUP am außerhalb Gelderns in Richtung Issum gelegenen Heidesee/Welberssee beheimatet.
Der 1. PBC Joker Geldern spielt derzeit in der 2. Poolbillard-Bundesliga.